# Департаменти уряду Великої Британії
Уряд Сполученого Королівства складається з ряду міністерств, які називаються в Сполученому королівстві департаментами уряду.

## Види урядових департаментів
- Міністерські департаменти очолюються міністрами, і займаються питаннями, що вимагають прямого політичного контролю. У більшості департаментів міністр називається державним секретарем і є членом кабінету міністрів. Адміністративне управління департаментом здійснюється цивільним службовцям (чиновником) що називається постійним секретарем.
  - Цим міністерським департаментам підпорядковуються виконавчі агентства. Виконавче агентство це неурядовий державний орган, який володіє частковою автономією для виконання своїх функцій. Вони зазвичай звітують перед одним або кількома урядовими департаментами, які встановлюють фінансування та стратегічні цілі цього агентства.

- Неміністерські департаменти займаються питаннями, що не вимагають прямого політичного контролю. Вони очолюються цивільним службовцем (чиновником). Деякі виконують регулюючі або перевірочні функції, і тому їх статус повинен захищати їх від політичного втручання. Деякі очолюються постійним секретарем або другим постійним секретарем.

## Список департаментів уряду Сполученого Королівства
Для деяких з наведених нижче департаментів у списку вказані підпорядковані їм виконавчі агентства.

### Міністерські департаменти
- Секретаріат Кабінету Міністрів (CO)  [Архівовано 6 жовтня 2008 у Wayback Machine.]
  - Office of Public Sector Information (OPSI, formerly HMSO)  [Архівовано 24 травня 2005 у Wayback Machine.]
- Міністерство конституційних справ (DCA)  [Архівовано 6 травня 2007 у UK Government Web Archive]
- Міністерство культури, ЗМІ і спорту (DCMS)  [Архівовано 23 квітня 2008 у Wayback Machine.]
- Міністерство оборони (MoD)  [Архівовано 30 серпня 2012 у Wayback Machine.]
- Department for Education and Skills (DfES)  [Архівовано 2 квітня 2007 у UK Government Web Archive]
- Міністерство навколишнього середовища, продовольства і сільського господарства (DEFRA)  [Архівовано 19 червня 2010 у Wayback Machine.]
- Міністерство закордонних справ та у справах Співдружності Націй (FCO)
- Міністерство охорони здоров'я (DH)  [Архівовано 15 квітня 2013 у Wayback Machine.]
- Міністерство внутрішніх справ (HO)  [Архівовано 25 березня 2013 у Wayback Machine.]
- Міністерство міжнародного розвитку (DFID)  [Архівовано 22 травня 2006 у Wayback Machine.]
- Law Officers 'Department (LSLO)  [Архівовано 27 серпня 2008 у Wayback Machine.]
- Міністерство у справах Північної Ірландії (NIO)  [Архівовано 13 березня 2022 у Wayback Machine.]
- Міністерство заступника прем'єр-міністра (ODPM)
- Секретаріат Голови Палати громад
- Міністерство торгівлі та промисловості (DTI)
- Міністерство у справах Шотландії (SO)
- Міністерство транспорту (DfT)  [Архівовано 13 жовтня 2009 у Wayback Machine.]
- Казначейство Її Величності (HMT)  [Архівовано 24 лютого 2011 у Wayback Machine.]
- Міністерство у справах Уельсу (WO)
- Міністерство праці та пенсійного забезпечення (DWP)  [Архівовано 8 червня 2022 у Wayback Machine.]

### Неміністерські департаменти
- Британська рада
- British Trade International  [Архівовано 17 грудня 2004 у Wayback Machine.]
- Charity Commission  [Архівовано 16 вересня 2014 у Wayback Machine.]
- Commissioners for the Reduction of the National Debt (CRND)
- Crown Estate  [Архівовано 15 березня 2016 у Wayback Machine.]
- Crown Prosecution Service (CPS)  [Архівовано 1 червня 2022 у Wayback Machine.]
- Electoral Commission
- Export Credits Guarantee Department ECGD  [Архівовано 18 лютого 2012 у Wayback Machine.]
- Food Standards Agency  [Архівовано 11 травня 2019 у Wayback Machine.]
- Forestry Commission  [Архівовано 7 жовтня 2010 у Wayback Machine.]
- HM Revenue and Customs (HMRC)  [Архівовано 15 вересня 2008 у Wayback Machine.]
- HM Land Registry
- Nuclear Decommissioning Authority  [Архівовано 11 лютого 2016 у Wayback Machine.]
- Office for Standards in Education (OFSTED)  [Архівовано 17 січня 2014 у Wayback Machine.]
- Office for the Regulation of Electricity and Gas (NI) (OFREG)
- Office of Communications (Ofcom)  [Архівовано 14 червня 2010 у Wayback Machine.]
- Office of the e-Envoy (OeE)
- Office of Fair Trading (OFT)  [Архівовано 12 квітня 2010 у Wayback Machine.]
- Office of Gas and Electricity Markets / Gas and Electricity Markets Authority (OFGEM)  [Архівовано 9 червня 2022 у Wayback Machine.]
- Office of Government Commerce (OGC)  [Архівовано 22 серпня 2011 у UK Government Web Archive]
- Office of the Information Commissioner (OIC)
- Office for National Statistics (ONS)  [Архівовано 13 березня 2009 у Wayback Machine.]
- Office of Science and Technology (OST)
- Office of the International Rail Regulator (OIRR)  [Архівовано 27 січня 2014 у Wayback Machine.]
- Office of the Rail Regulator (ORR)  [Архівовано 27 січня 2014 у Wayback Machine.]
- Office of Water Services (OFWAT)  [Архівовано 11 червня 2022 у Wayback Machine.]
- Postal Services Commission (PSC)
- Public Works Loan Board (PWLB)  [Архівовано 26 травня 2021 у Wayback Machine.]
- Royal Household
- Serious Fraud Office (SFO)  [Архівовано 1 червня 2022 у Wayback Machine.]
- Small Business Service (SBS)
- UK Trade and Investment  [Архівовано 15 грудня 2009 у Wayback Machine.]